# Lise Blanchet
Pour les articles homonymes, voir Lise Blanchet (romancière) et Blanchet.
Lise Blanchet est une journaliste, grand reporter française, lauréate et membre du jury du prix Albert-Londres, vice-présidente de la Société civile des auteurs multimédia (SCAM).

## Biographie
Lise Blanchet est la fille de l'architecte Louis Blanchet, Premier Grand Prix de Rome. Elle a grandi à Saint-Germain-en-Laye, où elle fut élève du lycée Claude-Debussy. Son frère Luc Blanchet est astrophysicien[réf. nécessaire].
Lise Blanchet reçoit en 1992 avec Jean-Michel Destang le prix Albert-Londres pour Le Grand Shpountz. Ce reportage, diffusé sur France 3 dans l’émission Thalassa, brosse le portrait de Gilles Puchois et sa famille, des Pas-de-Calaisiens qui ont construit dans un hangar à Arras, une goélette de 20 m entièrement en bois, le Shenandoah.
En 2003, elle conçoit le documentaire Le Tour du monde en quatre détroits pour Thalassa : Bering, Magellan, Malacca et Ormuz.
En 2013, elle quitte l’équipe de l’émission Thalassa sur France 3 pour Envoyé spécial sur France 2.

## Engagements
Le 16 mai 2018, elle est cosignataire de la tribune Journalistes, avec ou sans carte de presse dans Libération, une « lettre ouverte à la Commission de la carte d’identité des journalistes professionnels pour la reconnaissance du travail effectué par ceux à qui on refuse un document qui peut les protéger et leur permettre de faire leur travail, parfois dans des conditions périlleuses ».
Elle est vice-présidente de la SCAM, présidente de la Commission des journalistes.
Elle est membre du jury du Prix Albert Londres. Elle est également membre du collectif 50/50 qui a pour but de promouvoir l’égalité des femmes et des hommes et la diversité dans le cinéma et l’audiovisuel,.

## Décoration
- Chevalier de l'ordre du Mérite maritime (2022)[7]